# Lex Barker
Alexander Crichlow Barker Jr., conegut com a Lex Barker (Rye, Nova York, 8 de maig de 1919 - Nova York, 11 de maig de 1973), va ser un actor estatunidenc que va conèixer la seva major fama al substituir a Johnny Weissmuller en el paper de Tarzan en els anys cinquanta. A Alemanya va arribar a obtenir especial fama per diverses pel·lícules basades en novel·les de Karl May, i a Espanya se'l recorda com el primer espòs de Carmen Cervera.

## Biografia[1][2]
Era el segon fill d'un ric promotor immobiliari i de la seva esposa Mariann.
La carrera cinematogràfica el va atraure de ben jove, per desesperació dels seus pares, i va començar a interpretar petits papers, entre altres a la pel·lícula d'Orson Welles Five Kings .
El febrer de 1941, gairebé un any abans l'atac de Pearl Harbor, va allistar-se a l'exèrcit. Amb el seu metre noranta-tres i els seus cent quatre quilos, va atènyer ràpidament el grau de major. Va ser ferit al cap i a les cames a Sicília.
De tornada als Estats Units, va ser cuidat en un hospital militar a Arkansas, i després d'haver estat desmobilitzat, va anar a Los Angeles on va interpretar petits papers en algunes pel·lícules. Va trobar llavors el paper cinematogràfic que li aportaria notorietat.
Barker va ser el desè Tarzan del cinema, en el paper que Johnny Weissmuller havia assumit durant setze anys. Només va rodar cinc pel·lícules de Tarzan, però ha quedat com un dels actors més coneguts en aquest paper.
Va treballar després en alguns westerns, però amb dificultats per trobar feina als Estats Units, va anar a Europa on va rodar una quarantena de pel·lícules (parlava francès, italià, espanyol i una mica l'alemany). A Itàlia, va tenir un petit paper a  La Dolce vita de Federico Fellini, com promès de Anita Ekberg.
A Alemanya va trobar els seus principals èxits, amb la seva participació al costat de Pierre Brice en la sèrie dels Winnetou, westerns g en els anys 1960 segons les novel·les de Karl May el seu paper de Old Shatterhand, el millor amic de l'indi Winnetou, li va donar definitivament un estatus d'actor de culte a l'RFA.
Es va casar cinc vegades :
- Constanze Thurlow (1942 - 1950) (es divorcia)
- Arlene Dahl (1951 - 1952) (es divorcia)
- Lana Turner (8 de setembre de 1953 - 22 de juliol de 1957) (es divorcia)
- Irene Labhardt (1957 - 1962) (fins a la mort d'aquesta)
- Maria del Carmen "Tita" Cervera (1965 - 1972) (divorci no vàlid, matrimoni fins a la mort d'ell).

Del seu primer matrimoni amb Constanze Thurlow, va tenir dos fills: la seva filla Lynn (nascuda el 1943) i el seu fill Alexander (nascut el 1947).
Barker va morir tres dies després del seu cinquanta-quatrè aniversari d'una crisi cardíaca en un carrer de Nova York, i la seva dona va portar les seves cendres a Espanya.

## Filmografia[3]
| Any  | Títol                                                              | Rol                           | Notes |
| ---- | ------------------------------------------------------------------ | ----------------------------- | --- |
| 1945 | Doll Face                                                          | Jack, Coast Guardsman         | |
| 1946 | Do You Love Me                                                     | Party Guest                   | |
| 1946 | Two Guys From Milwaukee                                            | Fred, the Usher               | |
| 1947 | The Farmer's Daughter                                              | Olaf Holstrom                 | |
| 1947 | Foc creuat (Crossfire)                                             | Harry                         | |
| 1947 | Under the Tonto Rim                                                | Joe, Diputat a Tonto          | |
| 1947 | Dick Tracy Meets Gruesome                                          | Ambulance Driver              | |
| 1947 | Unconquered                                                        | Royal American Officer        | |
| 1948 | Berlin Express                                                     | Soldier                       | |
| 1948 | Els Blandings ja tenen casa (Mr. Blandings Builds His Dream House) | Carpenter Foreman             | |
| 1948 | The Velvet Touch                                                   | Paul Banton                   | |
| 1948 | El retorn dels bandolers (Return of the Badmen)                    | Emmett Dalton                 | |
| 1949 | Tarzan's Magic Fountain                                            | Tarzan                        | |
| 1950 | Tarzan and the Slave Girl                                          | Tarzan                        | |
| 1951 | Tarzan's Peril                                                     | Tarzan                        | |
| 1952 | Tarzan's Savage Fury                                               | Tarzan                        | |
| 1952 | Thunder Over the Plains                                            | Captain Bill Hodges           | |
| 1952 | Battles of Chief Pontiac                                           | Kent McIntire                 | |
| 1953 | Tarzan and the She-Devil                                           | Tarzan                        | |
| 1954 | The Mystery of The Black Jungle                                    | Tremal Naik                   | Títol original italià: I misteri della giungla nera                                                          |
| 1954 | The Yellow Mountain                                                | Andy Martin                   | |
| 1955 | The Man from Bitter Ridge                                          | Jeff Carr                     | |
| 1955 | Duel on the Mississippi                                            | André Tulane                  | |
| 1955 | Black Devils of Kali                                               | Tremal Naik                   | Títol original italià: La vendetta dei Tughs                                                                 |
| 1956 | The Price of Fear                                                  | Dave Barrett                  | |
| 1956 | Xafarranxo de combat (Away All Boats)                              | Commander Quigley             | |
| 1957 | War Drums                                                          | Mangas Coloradas              | |
| 1957 | The Girl in The Kremlin                                            | Steve Anderson                | |
| 1957 | Jungle Heat                                                        | Dr. Jim Ransom                | |
| 1957 | The Deerslayer                                                     | Deerslayer                    | |
| 1957 | The Girl in Black Stockings                                        | David Hewson                  | |
| 1958 | Strange Awakening                                                  | Peter Chance                  | |
| 1958 | Captain Falcon                                                     | Pietro                        | Títol original italià: Capitan Fuoco                                                                         |
| 1959 | Mission in Morocco                                                 | Bruce Reynolds                | |
| 1959 | Son of the Red Corsair                                             | Enrico di Ventimiglia         | Títol original italià: Il figlio del corsaro rosso                                                           |
| 1959 | The Pirate and the Slave Girl                                      | Drakut                        | Títol original en italià: La scimitarra del Saraceno                                                         |
| 1960 | Terror of the Red Mask                                             | Marco                         | Títol original en italià: Terrore della maschera rossa                                                       |
| 1960 | La Dolce Vita                                                      | Robert                        | Film italià                                                                                                  |
| 1960 | Knight of 100 Faces                                                | Riccardo D'Arce               | Títol original en italià: Il cavaliere dai cento volti                                                       |
| 1960 | Pirates of the Coast                                               | Captain Luis Monterey         | Títol original en italià: I pirati della costa                                                               |
| 1960 | Robin Hood and the Pirates                                         | Robin Hood                    | Títol original en italia: Robin Hood e i pirati                                                              |
| 1961 | The Secret of the Black Falcon                                     | Captain Don Carlos de Herrera | Títol original en italià: Il segreto dello sparviero nero                                                    |
| 1961 | El secreto de los hombres azules                                   | Fred                          | Film hispano/francès                                                                                         |
| 1961 | The Return of Dr. Mabuse                                           | Joe Como                      | Títol original en alemany: Im Stahlnetz des Dr. Mabuse                                                       |
| 1962 | The Invisible Dr. Mabuse                                           | Joe Como                      | Títol original en alemany: Die unsichtbaren Krallen des Dr. Mabuse                                           |
| 1962 | Dr. Sibelius                                                       | Dr. Georg Sibelius            | Títol original en alemany: Frauenarzt Dr. Sibelius                                                           |
| 1962 | Treasure of Silver Lake                                            | Old Shatterhand               | Títol original en alemany: Der Schatz im Silbersee                                                           |
| 1963 | The Executioner of Venice                                          | Sandrigo Bembo                | Títol original en italià: Il boia di Venezia                                                                 |
| 1963 | Breakfast in Bed                                                   | Victor H. Armstrong           | Títol original en alemany: Frühstück im Doppelbett                                                           |
| 1963 | Storm Over Ceylon                                                  | Larry Stone                   | Títol original en italià: Tempesta su Ceylon                                                                 |
| 1963 | Kali Yug: Goddess of Vengeance                                     | Major Ford                    | Títol original en italià: Kali Yug, la dea della vendetta                                                    |
| 1963 | Il mistero del tempio indiano                                      | Major Ford                    | Film italià                                                                                                  |
| 1963 | Apache Gold                                                        | Old Shatterhand               | Títol original en alemany: Winnetou I                                                                        |
| 1964 | Apaches Last Battle                                                | Old Shatterhand               | Títol original en alemany: Old Shatterhand                                                                   |
| 1964 | Victim Five                                                        | Steve Martin                  | film anglès, títol als Estats Units: Code 7, Victim 5                                                        |
| 1964 | Yellow Devil                                                       | Kara Ben Nemsi                | Títol original en alemany: Der Schut                                                                         |
| 1964 | Last of the Renegades                                              | Old Shatterhand               | Títol original en alemany: Winnetou II                                                                       |
| 1965 | The Treasure of the Aztecs                                         | Dr. Karl Sternau              | Títol original en alemany: Der Schatz der Azteken                                                            |
| 1965 | Pyramid of the Sun God                                             | Dr. Karl Sternau              | Títol original en alemany: Die Pyramide des Sonnengottes                                                     |
| 1965 | Twenty-Four Hours to Kill                                          | Captain Jamie Faulkner        | film anglès                                                                                                  |
| 1965 | A Place Called Glory                                               | Clint Brenner                 | Original (German) title: Die Hölle von Manitoba                                                              |
| 1965 | The Wild Men of Kurdistan                                          | Kara Ben Nemsi                | Títol original en alemany: Durchs wilde Kurdistan                                                            |
| 1965 | The Desperado Trail                                                | Old Shatterhand               | Títol original en alemany: Winnetou III                                                                      |
| 1965 | Fury of the Sabers                                                 | Kara Ben Nemsi                | Títol original en alemany: Im Reiche des silbernen Löwen                                                     |
| 1966 | Who Killed Johnny R.?                                              | Sam Dobie                     | Títol original en alemany: Wer kennt Johnny R.?                                                              |
| 1966 | Killer's Carnival                                                  | Glenn Cassidy                 | Títol original en francès: Le carnaval des barbouzes                                                         |
| 1966 | Half-Breed                                                         | Old Shatterhand               | Títol original en alemany: Winnetou und das Halbblut Apanatschi                                              |
| 1967 | Women Times Seven                                                  | Rik                           | |
| 1967 | Die Slowly, You'll Enjoy It More                                   | Bob Urban                     | Títol original en alemany: Mister Dynamit – Morgen küßt Euch der Tod                                         |
| 1967 | Blood Demon                                                        | Roger Mont Elise              | Títol original en alemany: Die Schlangengrube und das Pendel Also released as: Torture Chamber of Dr. Sadism |
| 1968 | Winnetou and Shatterhand in the Valley of Death                    | Old Shatterhand               | Títol original en alemany: Winnetou und Shatterhand im Tal der Toten                                         |
| 1970 | Wenn du bei mir bist                                               | Kapitän Hannes Schneider      | Film alemany                                                                                                 |
| 1970 | Aoom                                                               | Ristol                        | Film espanyol                                                                                                |

## Discografia
- "Ich bin morgen auf dem Weg zu dir" / "Mädchen in Samt und Seide"

1965, Single, Decca D 19 725
- Winnetou du warst mein Freund

1996, CD, Bear Family Records